# 舞首

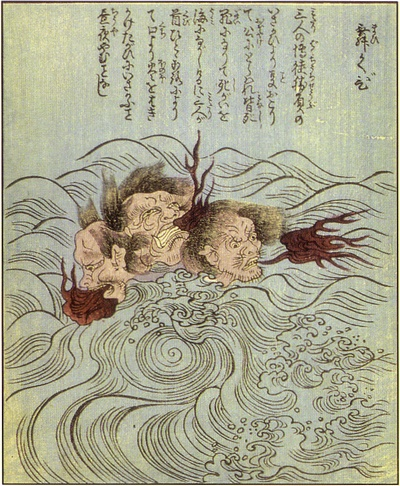
竹原春泉画『絵本百物語』より「舞首」

舞首、舞い首（まいくび）は、神奈川県真鶴町に伝わる怨霊。江戸時代の奇談集『絵本百物語』で語られている。

## 伝承
『絵本百物語』の本文には、以下のような伝承が述べられている。
鎌倉時代中期の寛元年間。小三太、又重、悪五郎という3人の武士がいた。伊豆の真鶴の祭の日、酒の勢いで3人が口論となり、やがて刀の斬り合いとなった。
怪力を誇る五郎が小三太を斬り捨て、さらに又重を斬ろうとするが、又重は山中へ逃げ去った。五郎は小三太の首を切った後に又重を追いかけた。又重は斬り合いに応じたところ、五郎がつまづいて転んだので、隙をついて五郎を斬りつけた。五郎は斬られてなお起き上がって又重に立ち向かった。2人は組み合っている内に足場を踏み外し、海に転げ落ちた。水中で2人は互いの首に刀を当てて、2つの首が切り落とされた。首だけになっても2人は水中で争い続け、又重の首が五郎の首に噛み付こうとしたとき、そこへ斬り落とされた小三太の首が躍り出て五郎の首に噛み付いた。
こうしてこの海では3人の首が食い争い、夜には火炎を吹き、昼には海上に巴模様の波を起こしたので、巴が淵と名づけられたという。
なお挿絵中にある文章はこの本文とは異なり、博打勝負をしていた3人が役人に捕らえられて死罪となり、その遺体を海に流したところ、3人の首がくっつき合い、口から火を吹きながら互いを罵り合っている、とある。

## 類似する絵図
類似する絵図として、山東京伝の『箕間尺参人佲仃』や曲亭馬琴の『昔語質屋庫』に３つの首が舞う姿が描かれている。

## 舞首にちなんだ作品
小説
- 京極夏彦『舞首』（巷説百物語に収録）